# Preußische G 5.4
Die Dampflokomotiven der preußischen Bauart G 5.4 waren Güterzuglokomotiven in Verbundbauart. Die G 5.4 wie auch die G 5.3 zeichneten sich gegenüber den G 5.1 und G 5.2 durch einen kürzeren Radstand und eine höhere Kessellage aus. Durch das Krauss-Helmholtz-Lenkgestell sollten die Fahreigenschaften besonders bei höheren Geschwindigkeiten verbessert werden.
Es wurden zwischen 1901 und 1910 insgesamt etwa 750 Fahrzeuge der G 5.4 für die Preußischen Staatseisenbahnen gebaut. Die letzten 25 Lokomotiven wurden wieder mit einer Adamsachse ausgestattet und als Preußische G 5.5 bezeichnet.
Aufgrund ihrer Höchstgeschwindigkeit von 65 km/h wurde sie auch im Personenverkehr eingesetzt.
Auch andere Bahnen beschafften diese Bauart:
- Hafenbahn Frankfurt/M: 3 Stück von 1908, 1910 von der Preußischen Staatseisenbahnen übernommen.
- Königlich Preußische Militär-Eisenbahn: Eine Lokomotive von 1905 (Borsig, F.Nr. 5856, Bahnnummer Kgl.Mil.E. 105), 1919 von der Preußischen Staatseisenbahnen übernommen.
- Lübeck-Büchener Eisenbahn: Drei Lokomotiven von 1906 und 1909, bis 1936 ausgemustert.
- Mecklenburgische Friedrich-Franz-Eisenbahn: Neun Lokomotiven, eigentlich G 5.5, siehe Mecklenburgische G 5.4.
- Reichseisenbahnen in Elsaß-Lothringen: Drei Lokomotiven von 1912, G 5.5, siehe Elsaß-Lothringische G 5.5.

Die Reichsbahn übernahm 1923 in ihren Umzeichnungsplan noch 371 (oder: 341) Lokomotiven als 54 503–517 und 54 801-1156 (oder: 54 801–54 1143, darunter allerdings auch die G 5.5); 1925 wurden noch 278 (oder: 274) Fahrzeuge als 54 801–981, 985-1079, 1083 und 1084 (oder: 54 801–982, 54 985–1066 und 54 1070–1079) umgezeichnet. Etwa 22 Exemplare wurden in den zwanziger Jahren in Heißdampfverbundlokomotiven umgerüstet.
Bei den PKP wurden die Maschinen unter der Baureihenbezeichnung Ti4 geführt. Im Jahre 1926 standen ihr 195 Maschinen und zwei weitere für den Verkehr in der Freien Stadt Danzig zur Verfügung. Nach Beendigung des Zweiten Weltkriegs betrieben die PKP noch 60 Stück der G 5.4.
Belgien erhielt 95 Einheiten nach dem Ersten Weltkrieg, eingereiht als HL74, wie auch die Mecklenburgische G5.4 und die Preussische G5.5. Alle waren ausgemustert in 1931.
Im Zweiten Weltkrieg kamen etliche G 5.4 und G 5.5 aus Polen und Litauen als 54 1101–1218 und 54 1220–1223 in den Bestand der Reichsbahn. Die letzten G 5.4 in Deutschland wurden bis 1951 ausgemustert.
Die Fahrzeuge wurden mit einem Schlepptender der Bauart pr 3 T 12 (nach Musterblatt III 5 b), pr 3 T 15 (nach Musterblatt III 5 c) und pr 4 T 16 (Musterblatt III 5 f) ausgestattet.